# Segunda Liga de 2006–07
A edição de 2006-2007 da Liga de Honra foi a décima sétima edição deste escalão do futebol português. Foi a primeira  edição deste escalão patrocíonada por uma organização externa: Vitalis, marca do Grupo UNICER. 
A partir desta edição a competição ficou reduzida a 16 clubes, em virtude de decisões governamentais. Jogaram então 4 equipas despromovidas da Primeira Liga, 2 equipas promovidas da II Divisão e as que se mantiveram da edição anterior. 
O vencedor foi o Leixões. Acompanhou na subida à Primeira Divisão o Vitória de Guimarães que ficou em segundo lugar.
Olivais e Moscavide e Grupo Desportivo de Chaves foram despromovidos para a II Divisão. 
O Gil Vicente foi penalisado em 9 pontos por não ter comparecido nos jogos referentes às três primeiras jornadas, em protesto pelo Caso Mateus. 

## Equipas
Equipas a disputar a edição em relação à edição anterior:
| Despromovidas da Primeira Liga - Gil Vicente - Vitória de Guimarães - Penafiel - Rio Ave | Mantidos - Chaves - Estoril-Praia - Feirense - Gondomar - Leixões - Olhanense - Portimonense - Santa Clara - Varzim - Vouzela | Promovidos à 2ª Divisão de Honra' - Olivais e Moscavide - Trofense |

## Tabela classificativa
|    |                      | T o t a l | T o t a l | T o t a l | T o t a l | T o t a l | T o t a l | T o t a l | C a s a | C a s a | C a s a | C a s a | C a s a | C a s a | F o r a | F o r a | F o r a | F o r a | F o r a | F o r a | Comments                                                   |
|    | Equipa               | P         | J         | V         | E         | D         | GM        | GS        | J       | V       | E       | D       | GM      | GS      | J       | V       | E       | D       | GM      | GS      | Comments                                                   |
| 1  | Leixões              | 60        | 30        | 18        | 6         | 6         | 45        | 21        | 15      | 10      | 3       | 2       | 25      | 6       | 15      | 8       | 3       | 4       | 20      | 15      | Promovidos à Primeira Divisão                              |
| 2  | Vitória de Guimarães | 55        | 30        | 16        | 7         | 7         | 44        | 20        | 15      | 9       | 4       | 2       | 25      | 5       | 15      | 7       | 3       | 5       | 19      | 15      | Promovidos à Primeira Divisão                              |
| 3  | Rio Ave              | 53        | 30        | 15        | 8         | 7         | 44        | 37        | 15      | 10      | 2       | 3       | 25      | 17      | 15      | 5       | 6       | 4       | 19      | 20      |                                                            |
| 4  | Santa Clara          | 50        | 30        | 15        | 5         | 10        | 34        | 31        | 15      | 8       | 4       | 3       | 18      | 14      | 15      | 7       | 1       | 7       | 16      | 17      |                                                            |
| 5  | Gondomar             | 45        | 30        | 13        | 6         | 11        | 33        | 30        | 15      | 7       | 3       | 5       | 17      | 11      | 15      | 6       | 3       | 6       | 16      | 19      |                                                            |
| 6  | Feirense             | 44        | 30        | 11        | 11        | 8         | 38        | 26        | 15      | 7       | 5       | 3       | 20      | 10      | 15      | 4       | 6       | 5       | 18      | 16      |                                                            |
| 7  | Varzim               | 44        | 30        | 12        | 8         | 10        | 34        | 37        | 15      | 7       | 3       | 5       | 18      | 18      | 15      | 5       | 5       | 5       | 16      | 19      |                                                            |
| 8  | Penafiel             | 41        | 30        | 10        | 11        | 9         | 23        | 27        | 15      | 8       | 4       | 3       | 16      | 13      | 15      | 2       | 7       | 6       | 7       | 14      |                                                            |
| 9  | Olhanense            | 40        | 30        | 10        | 10        | 10        | 29        | 31        | 15      | 6       | 5       | 4       | 20      | 18      | 15      | 4       | 5       | 6       | 9       | 13      |                                                            |
| 10 | Estoril Praia        | 37        | 30        | 10        | 7         | 13        | 30        | 35        | 15      | 7       | 4       | 4       | 21      | 15      | 15      | 3       | 3       | 9       | 9       | 20      |                                                            |
| 11 | Trofense             | 36        | 30        | 9         | 9         | 12        | 27        | 26        | 15      | 4       | 5       | 6       | 10      | 12      | 15      | 5       | 4       | 6       | 17      | 14      |                                                            |
| 12 | Gil Vicente          | 36        | 30        | 12        | 9         | 9         | 27        | 27        | 15      | 7       | 5       | 3       | 16      | 13      | 15      | 5       | 4       | 6       | 11      | 14      | Penalizado em 9 pontos por falta de comparência em 3 jogos |
| 13 | Vizela               | 34        | 30        | 9         | 7         | 14        | 29        | 32        | 15      | 6       | 3       | 6       | 13      | 11      | 15      | 3       | 4       | 8       | 16      | 21      |                                                            |
| 14 | Portimonense         | 30        | 30        | 7         | 9         | 14        | 28        | 42        | 15      | 2       | 6       | 7       | 11      | 20      | 15      | 5       | 3       | 7       | 17      | 22      |                                                            |
| 15 | Ol. Moscavide        | 27        | 30        | 7         | 6         | 17        | 26        | 42        | 15      | 4       | 3       | 8       | 17      | 21      | 15      | 3       | 3       | 9       | 9       | 21      | Despromoção para a II Divisão                              |
| 16 | Chaves               | 16        | 30        | 3         | 7         | 20        | 16        | 43        | 15      | 2       | 4       | 9       | 10      | 21      | 15      | 1       | 3       | 11      | 6       | 22      | Despromoção para a II Divisão                              |

Nota 1: cada vitória valia 3 pontos

Nota 2: quando dois ou mais clubes têm os mesmos pontos, a classificação é determinada pelos resultados dos jogos entre eles.

## Melhor marcador
Roberto Alcântara, futebolista brasileiro, foi o melhor marcador da época, tendo marcado 17 golos nos 30 jogos que realizou pelo Leixões.
|     | Nome              | Clube                | Jogos | Golos |
| --- | ----------------- | -------------------- | ----- | ----- |
| 1º  | Roberto Alcântara | Leixões              | 30    | 17    |
| 2º  | Djalmir           | Olhanense            | 27    | 13    |
| 3º  | Ghilas            | Vitória de Guimarães | 29    | 12    |
| 4º  | Reguila           | Trofense             | 20    | 11    |
| 5º  | Ladji Keita       | Rio Ave              | 29    | 9     |
| 6º  | Nicolás Canales   | Gondomar             | 24    | 8     |
| 7º  | Milhazes          | Rio Ave              | 28    | 7     |
| 8º  | Brasília          | Vitória de Guimarães | 29    | 7     |
| 9º  | Denilson Souza    | Varzim               | 29    | 7     |
| 10º | Nuno Sousa        | Feirense             | 29    | 7     |

## Treinadores
Treinadores das equipas no decorrer da época:
| Equipa               | Treinador          |
| -------------------- | ------------------ |
| Chaves               | António Borges     |
| Estoril Praia        | Litos              |
| Feirense             | Henrique Nunes     |
| Gil Vicente          | Paulo Alves        |
| Gondomar             | Nicolau Vaqueiro   |
| Vitória de Guimarães | Manuel Cajuda      |
| Leixões              | Vítor Oliveira     |
| Olhanense            | Álvaro Magalhães   |
| Ol. Moscavide        | Rui Dias           |
| Penafiel             | Rui Bento          |
| Portimonense         | Luís Martins       |
| Rio Ave              | João Eusébio       |
| Santa Clara          | Paulo Sérgio       |
| Trofense             | Daniel Ramos       |
| Varzim               | Diamantino Miranda |
| Vizela               | Carlos Garcia      |